# 住江滄浪
住江滄浪（日语：／ Suminoe Sōrō，1691年〈元祿4年〉—1728年8月18日〈享保13年7月13日〉）是一名日本江戶時代中期儒學者。本名昭猷，字君徽，通稱萬之允（或萬之丞）。「住江」也寫作「墨江」。  

## 生平
元祿4年（1691年），出生於中瀨助九郎豐長家中，為其次子。兄長為中瀨助之允（柯庭）。
後來成為住江求右衛門宗春的養子，繼承住江家，並仕於熊本藩。他師從荻生徂徠學習，並與服部南郭交遊甚密。據說他擅長詩文、書法與繪畫。
享保13年（1728年），病逝，享年38歲。其墓葬於萬日山的來迎院。著有《滄浪草稿》。